# Алабуга (приток Тобола)
Алабуга — река в Казахстане и России, протекает по Узункольскому району Костанайской области Казахстана и Звериноголовском районе Курганской области России. Устье реки находится в 882 км по правому берегу реки Тобол. Длина реки составляет 60 км. Площадь водосборного бассейна — 887 км².

## Данные водного реестра
По данным государственного водного реестра России относится к Иртышскому бассейновому округу, водохозяйственный участок реки — Тобол от впадения реки Уй до города Курган, речной подбассейн реки — Тобол. Речной бассейн реки — Иртыш.
Код объекта в государственном водном реестре — 14010500312111200002143.

## Населённые пункты
- Отряд-Алабуга
- Краснознаменка
- Верхняя Алабуга